# Toongabbie
Toongabbie – miasto w Australii, w stanie Wiktoria.